# Paranacoleia
Paranacoleia är ett släkte av fjärilar. Paranacoleia ingår i familjen Crambidae.
Kladogram enligt Catalogue of Life:
| Paranacoleia | \| \| Paranacoleia lophophoralis \| \| \| \| |
|              | \| \| Paranacoleia lophophoralis \| \| \| \| |
|              | Paranacoleia lophophoralis                   |
|              |                                              |